# Passiflora fanchonae
Passiflora fanchonae Feuillet – gatunek rośliny z rodziny męczennicowatych (Passifloraceae Juss. ex Kunth in Humb.). Występuje endemicznie w Gujanie Francuskiej. 

## Morfologia
PokrójZdrewniałe, trwałe, nagie liany.
LiściePotrójnie klapowane, prawie sercowate u podstawy. Mają 6,5–8,5 cm długości oraz 3,5–6,5 cm szerokości. Całobrzegie, z tępym lub ostrym wierzchołkiem. Ogonek liściowy jest owłosiony i ma długość 5–15 mm. Przylistki są nietrwałe.
KwiatyPojedyncze. Działki kielicha są podłużnie lancetowate, zielonkawe, mają 1–1,2 cm długości. Płatki są liniowo lancetowate, zielonkawe, mają 0,6–0,7 cm długości. Przykoronek ułożony jest w dwóch rzędach, purpurowo-biały, ma 8–14 mm długości.
OwoceSą kulistego kształtu. Mają 1,5 cm średnicy.